# Charles Marion
Charles Léonce Pierre Marion (Saint-Germain-en-Laye, 14 januari 1887 - Annecy, 16 september 1944) was een Frans ruiter, die gespecialiseerd was in dressuur. Marion behaalde tijdens de Olympische Zomerspelen 1928 de zilveren medaille individueel en de vierde plaats in de landenwedstrijd. Vier jaar later tijdens de Olympische Zomerspelen 1932 behaalde Marion wederom de zilveren medaille individueel en teven won hij de gouden medaille in de landenwedstrijd. Tijdens de Tweede Wereldoorlog was Marion actief als prefect voor het Vichyregime, onder meer in de Haute-Savoie. In 1944 werd Marion ter dood veroordeeld, maar voordat het vonnis kon worden vertrokken werd hij ontvoerd en daarna vermoord.

## Resultaten
- Olympische Zomerspelen 1928 in Amsterdam  individueel dressuur met Linon
- Olympische Zomerspelen 1928 in Amsterdam 4e landenwedstrijd dressuur met Linon
- Olympische Zomerspelen 1932 in Los Angeles  individueel dressuur met Linon
- Olympische Zomerspelen 1932 in Los Angeles  landenwedstrijd dressuur met Linon

1928: von Langen, Linkenbach, Lotzbeck ·
1932: Lesage, Marion, Jousseaume ·
1936: Pollay, Gerhard, Oppeln-Bronikowski ·
1948: Jousseaume, Saint-Fort Paillard, Buret ·
1952: Saint Cyr, Boltenstern, Persson ·
1956: Saint Cyr, Boltenstern, Persson ·
1964: Boldt, Klimke, Neckermann ·
1968: Neckermann, Klimke, Linsenhoff ·
1972: Petoesjkova, Kizimov, Kalita ·
1976: Boldt, Klimke, Grillo ·
1980: Kovsjov, Oegrjoemov, Misevitsj ·
1984: Klimke, Sauer, Krug ·
1988: Klimke, Linsenhoff, Theodorescu, Uphoff ·
1992: Balkenhol, Uphoff, Theodorescu, Werth ·
1996: Balkenhol, Schaudt, Theodorescu, Werth ·
2000: Werth, Capellmann, Salzgeber, Simons-de Ridder ·
2004: Kemmer, Schmidt, Schaudt, Salzgeber ·
2008: Kemmer, Capellmann, Werth ·
2012: Hester, Bechtolsheimer, Dujardin ·
2016: Rothenberger, Schneider, Bröring-Sprehe, Werth ·
2020: von Bredow-Werndl, Schneider, Werth ·
2024: Wandres, von Bredow-Werndl, Werth
- Virtual International Authority File: 232952547
- WorldCat: E39PBJmHHK7YYFPMrbrTD6FHYP